# هاينريش روكرت
هاينريش روكرت (بالألمانية: Heinrich Rückert)‏ (و. 1823 – 1875 م) هو مؤرخ، وأستاذ جامعي ألماني، ولد في كوبورغ، توفي في فروتسواف، عن عمر يناهز 52 عاماً.